# JudaicaLink
Der Dienst JudaicaLink ist ein Angebot des Fachinformationsdiensts Jüdische Studien. Der Dienst stellt einen Knowledge Graph bereit.

## Geschichte
Das Projekt wird seit 2013 betrieben und erfuhr durch Übernahme in den FID Jüdische Studien eine Aufgabenänderung hin zur Bereitstellung eines Knowledge Graph für Jüdische Studien.

## Inhalt
Der Dienst JudaicaLink enthält 1.386.059 Entitäten und 8.544.891 Triplets in 17 verschiedenen Datensammlungen (engl.: datasets).
Die „datasets“ gliedern sich in zwei Gruppen „Judaicalink“ (25 Bereiche) und „Support“ (6 Bereiche).
Judaicalink:
1. Bibliografie deutsch-jüdische Geschichte Nordrhein-Westfalen
2. Gidal Image Archive
3. Epidat - Epigraphical Database
4. Entity Pages - Judaicalink
5. Linking Compact Memory - Pages
6. Linking Compact Memory - Resources and References
7. DBpedia and Wikipedia Geographical External Links
8. Yivo Encyclopedia
9. Translations for Rujen (Google)
10. Enrichment of Birth- and Deathdates
11. Geographic Enrichment
12. Resources on German-Jewish Education and Religion
13. The Library of Haskala
14. Persons from NLI
15. Persons from ubffm
16. Stolpersteine in Mainz
17. Persons from DBPedia
18. Eine Jüdische Familie aus Aschaffenburg
19. Geographical Coordinates
20. Persons from GND
21. Encyclopedia Interlinks
22. Biographisches Handbuch der Rabbiner
23. Das Jüdische Hamburg
24. Links to external sources
25. Hamburger Schlüsseldokumente zur deutsch-jüdischen Geschichte

Support:
1. Entity Pages - Judaicalink
2. Linking Compact Memory - Pages
3. Linking Compact Memory - Resources and References
4. Translations for Rujen (Google)
5. Compact Memory Test Sample
6. Beacon file - JudaicaLink Persons

## Technik
Im Jahr 2017 wurde Drupal durch Hugo ersetzt. Die Website wird auf Github bearbeitet.